# OGAS
OGAS (Ryska: Общегосударственная автоматизированная система учёта и обработки информации, Statens helomfattande automatiserade system för redovisning och informationsbehandling) var ett sovjetiskt projekt som startade 1962. Syftet var att skapa ett nationellt informationsnätverk.
OGAS chef hette Viktor Glushkov. Han hade målet att koppla ihop alla länder i Europa och Asien i nätverket. Syftet med OGAS skilde sig från syftet med internet, som ursprungligen var avsedd för kommunikation och dataöverföring. Ogas var menat att skapa en så kallad "papperslös informatik" genom att omvandla en hel dokumentcirkulation i Sovjetunionen till en elektronisk papperslös form samt att skapa förmåga att hantera landets ekonomi med datoriserade system. Genom nätverket skulle man även kunna göra betalningar, utan att använda fysiska pengar. 
Systemet påminde i princip mycket om det som kom att bli internet och var tänkt att delas upp i tre lager. OGAS skulle styras från Moskva med 200 centraler på medelnivå och 20 000 inkopplade datorer. Kommunikationen skulle ske decentraliserat via telefonledningar. 1970, året efter att Arpanet startade i USA, valde Sovjets finansminister att strypa finansieringen och OGAS lades ner.
OGAS var en efterföljare till projektet "Röda boken", av Anatolij Kitov. Det var ett föreslaget system för att hantera Sovjetunionens nationella ekonomi och landets försvarsmakt med hjälp av datacentraler i ett rikstäckande nätverk. På så sätt togs vissa beslutsfattanden bort från Sovjetunionens regering och stöddes därför inte då. Röda boken lades ner 1959 och Kitov blev avskedad.